# Jean-Philippe Vandenbrande
Jean-Philippe Vandenbrande (* Dworp, 4 de diciembre de 1955). Fue un ciclista belga, profesional entre 1978 y 1990, cuyo mayor éxito deportivo lo logró en la Vuelta a España, donde conseguiría 1 victoria de etapa en la edición de 1978.

## Palmarés
| 1978 - 1 etapa de la Vuelta a España 1981 - 1 etapa de la Vuelta a Alemania 1984 - 1 etapa de la Vuelta a Alemania - 1 etapa de la Vuelta a Colombia | 1988 - 3.º en el Campeonato de Bélgica en Ruta 1990 - 1 etapa de la Vuelta a Cantabria |